# هدنستد
هدنستد (به لاتین: Hedensted) یک شهرک در دانمارک است که در Hedensted Municipality واقع شده‌است. هدنستد ۱۰٫۵ کیلومتر مربع مساحت و ۱۲٬۰۱۴ نفر جمعیت دارد.